# Каковкин, Иван Григорьевич
Иван Григорьевич Каковкин (29 августа 1918, Балашовский уезд, Саратовская губерния — 11 октября 1986, Казачка (Калининский район), Саратовская область) — сержант Рабоче-крестьянской Красной Армии, участник Великой Отечественной войны, Герой Советского Союза (1944).

## Биография
Иван Григорьевич Каковкин родился 29 августа 1918 года в крестьянской семье в деревне Анно-Успенской Казачкинской волости Балашовского уезда Саратовской губернии (территория была под контролем красных). Постановлением Саратовской областной думы от 21 мая 2003 года № 12-396 деревня Анно-Успенка Казачкинского округа исключена из учётных данных Калининского района. Ныне территория деревни входит в Казачкинское муниципальное образование Калининского района Саратовской области.
После окончания восьмилетней школы работал в колхозе учётчиком тракторной бригады, затем, с 1938 года, кладовщиком на элеваторе в пгт Юдино на станции Петухово (ныне Курганская область).
4 июня 1941 года Каковкин был призван на службу в Рабоче-крестьянскую Красную Армию Петуховским РВК Челябинской области. Принимал участие в боях на Северо-Западном, 2-м Прибалтийском и Карельском фронтах. Участвовал в боях под Старой Руссой, освобождении Новгородской, Псковской, Ленинградской областей, Карельской АССР.
6 марта 1943 года сапёр 223-го моторизованного инженерного батальона 11-й армии Северо-западного фронта кандидат в члены ВКП(б) красноармеец Каковкин И. Г. награждён медалью «За отвагу».
В 1943 году был контужен под Демянском. К июню 1944 года сержант Иван Каковкин командовал сапёрным отделением 222-го отдельного моторизованного штурмового инженерно-сапёрного батальона (20-я моторизованная штурмовая инженерно-саперная бригада, 7-я армия, Карельский фронт). Отличился во время форсирования Свири.
21 июня 1944 года с отделением переправился через р. Свирь в районе г. Лодейное Поле (Ленинградская область). Проделав проходы в проволочных заграждениях, саперы сняли мины. Обнаружив вражеский дзот на берегу, взорвали его. Отделение Каковкина, поддерживая действия стрелковых частей, перерезало проволоку и растаскивало рогатины, на которых она была закреплена, дабы открыть проход пехоте на берег. Выйдя на берег, сапёры разминировали несколько десятков мин, проделав для остальных частей два прохода. Когда продвижению вперёд пехоты стал мешать немецкий пулемёт, Каковкин блокировал дзот и подорвал его, а затем, атаковав противника в траншее, уничтожил ещё один пулемёт. Благодаря действиям Каковкина советские войска успешно захватили плацдарм. Вечером того же дня советские войска вышли к реке Инема. Каковкин уничтожил немецких сапёров, готовивших мост через реку к подрыву, и обезвредил заряды. Также в том бою он захватил пленного, переданного впоследствии в штаб дивизии. Всего же за два дня боёв Каковкин обезвредил взрывные устройства на 2 мостах и более 170 мин, проделал 7 проходов в минных полях и проволочных заграждениях. Этот мост, спасённый мужественным сапёром, оказался единственным, который не смог уничтожить отступающий противник. На полевых картах командования он был помечен как мост Каковкина.
25 июня 1944 года под Олонцом Каковкин подорвался на немецкой мине, потерял ногу и был отправлен в госпиталь.
Указом Президиума Верховного Совета СССР от 21 июля 1944 года сержант Иван Каковкин был удостоен высокого звания Героя Советского Союза с вручением ордена Ленина и медали «Золотая Звезда» за номером 4320.
С 1945 года член ВКП(б), в 1952 году партия переименована в КПСС.
После окончания войны Каковкин был демобилизован. Проживал в селе Казачка Казачкинского сельсовета Калининского района, до 1969 года работал в совхозе имени В. И. Ленина.
Иван Григорьевич Каковкин скончался 11 октября 1986 года.

## Награды
- Герой Советского Союза, 21 июля 1944 года[4]
  - Медаль «Золотая Звезда» № 4320
  - Орден Ленина
- Орден Отечественной войны I степени, 6 апреля 1985 года[5]
- Орден Красной Звезды, 1 февраля 1944 года[6]
- Медали, в том числе[2].
  - Медаль «За отвагу», 6 марта 1943 года[7]
  - Медаль «За оборону Советского Заполярья»;
  - Медаль «За победу над Германией в Великой Отечественной войне 1941—1945 гг.».

Медаль «За боевые заслуги» упомянута в наградном листе представления к званию Героя Советского Союза вместо медали «За отвагу».